# On Your Own (chanson de The Verve)
Pour les articles homonymes, voir On Your Own.
Singles de The Verve
This Is Music
(1995) History
(1995)
Pistes de A Northern Soul
This Is Music So It Goes
On Your Own  est une chanson du groupe de rock psychédélique anglais The Verve et est sortie le 12 juin 1995 en tant que second single du second album studio du groupe, A Northern Soul. La chanson est arrivée 28e au UK Singles Chart, confirmant ainsi la première percée du précédent single This Is Music, arrivé en 35e position. C'est le premier single du groupe à ne pas être chartée sur l'UK Indie Chart. En effet cette chanson est pour la première fois dans l'histoire du groupe complètement en dehors de l'atmosphère psychédélique et se trouve beaucoup plus dans la Britpop, courant musical qui atteint en 1995 son paroxysme. The Verve est en effet considéré comme un des groupes fondateurs du genre avec Oasis, Blur et Suede.

## Paroles
La chanson est assez inspirée de How Soon Is Now? de The Smiths, et cela se ressent dans les paroles.
Ainsi on a dans la chanson des Smiths :
You come in on your own and you leave on your own
Et dans celle de The Verve:
And you stand on your own and you leave on your own

## Liste des titres
- CD single

1. On Your Own 3:34
2. I See The Door 5:17
3. Little Gem 3:49
4. Dance On Your Bones 7:26

- Vinyle 7"

1. On Your Own 3:34
2. On Your Own (Acoustique) 2:47
3. I See The Door 5:17

La version acoustique supprime le refrain final et rajoutte des partitions de piano et de guitares acoustiques au lieu des électriques. La pochette du vinyle présente comme celle du CD un carrousel mais elle est verte au lieu d'être noire et blanche.